# Little America
Little America és una concentració de població designada pel cens dels Estats Units a l'estat de Wyoming. Segons el cens del 2000 tenia 56 habitants.

## Demografia
Segons el cens del 2000, Little America tenia 56 habitants, 24 habitatges, i 13 famílies. La densitat de població era de 2,8 habitants/km².
Dels 24 habitatges en un 45,8% hi vivien nens de menys de 18 anys, en un 33,3% hi vivien parelles casades, en un 20,8% dones solteres, i en un 45,8% no eren unitats familiars. En el 41,7% dels habitatges hi vivien persones soles el 41,7% de les quals corresponia a persones de 65 anys o més que vivien soles. El nombre mitjà de persones vivint en cada habitatge era de 2,33 i el nombre mitjà de persones que vivien en cada família era de 3,23.
Per edats la població es repartia de la següent manera: un 32,1% tenia menys de 18 anys, un 28,6% entre 18 i 24, un 28,6% entre 25 i 44, un 10,7% de 45 a 60 i un 0% 65 anys o més.
L'edat mediana era de 21 anys. Per cada 100 dones de 18 o més anys hi havia 123,5 homes.
La renda mediana per habitatge era de 18.125 $ i la renda mediana per família de 18.750 $. Els homes tenien una renda mediana de 12.250 $ mentre que les dones 8.750 $. La renda per capita de la població era de 7.407 $. Cap de les famílies estaven per davall del llindar de pobresa.

## Poblacions més properes
El següent diagrama mostra les poblacions més properes.